# Potencjał magnetyczny
Potencjał magnetyczny – matematyczny sposób na zdefiniowanie pola magnetycznego w elektrodynamice klasycznej. Jest on analogiczny do potencjału elektrycznego, który definiuje pole elektryczne w elektrostatyce. Podobnie jak w przypadku potencjału elektrycznego potencjał magnetyczny nie jest bezpośrednio obserwowalny – mierzalne jest jedynie pole które opisuje. Są dwa sposoby na zdefiniowanie tego potencjału – jako potencjał skalarny lub jako potencjał wektorowy, który jest wykorzystywany częściej.

## Magnetyczny potencjał wektorowy
Magnetyczny potencjał wektorowy {\displaystyle \mathbf {A} } jest trójwymiarowym polem wektorowym, którego rotacja jest polem magnetycznym
{\displaystyle \mathbf {B} =\nabla \times \mathbf {A} .}
Pole magnetyczne jest bezźródłowe (to znaczy {\displaystyle \nabla \cdot \mathbf {B} =0,} co wynika z prawa Gaussa), co pociąga za sobą istnienie tak zdefiniowanego potencjału {\displaystyle \mathbf {A} } na podstawie twierdzenia Helmholtza.
Pole elektryczne dla potencjałów zależnych od czasu można zapisać w postaci
{\displaystyle \mathbf {E} =-\nabla \Phi -{\frac {\partial \mathbf {A} }{\partial t}},}
gdzie {\displaystyle \Phi } jest potencjałem elektrycznym.
Wykorzystując powyższe definicje
{\displaystyle \nabla \cdot \mathbf {B} =\nabla \cdot (\nabla \times \mathbf {A} )=0,}
{\displaystyle \nabla \times \mathbf {E} =\nabla \times \left(-\nabla \Phi -{\frac {\partial \mathbf {A} }{\partial t}}\right)=-{\frac {\partial }{\partial t}}(\nabla \times \mathbf {A} )=-{\frac {\partial \mathbf {B} }{\partial t}},}
można zauważyć, że dwa równania Maxwella dla pola magnetycznego są spełnione tożsamościowo.
Powyższe definicje nie definiują magnetycznego potencjału wektorowego jednoznacznie, gdyż, z definicji, możemy dodać dowolne bezwirowe pole wektorowe do potencjału magnetycznego bez zmiany obserwowanego pola magnetycznego. Istnieje zatem pewna swoboda w wyborze {\displaystyle \mathbf {A} ,} który jest określony z dokładnością do przekształcenia cechowania.
W systemie SI, jednostką A jest V·s·m−1.
W mechanice klasycznej i kwantowej, potencjał wektorowy wchodzi do hamiltonianu opisującego cząstkę:
{\displaystyle H={\frac {1}{2m}}\left(\mathbf {p} -e\mathbf {A} \right)^{2}.}

### Przykład – potencjał wektorowy dla jednorodnego pola magnetycznego
Np. potencjałem wektorowym dla jednorodnego pola magnetycznego w dowolnym kierunku przestrzennym {\displaystyle \mathbf {B} } jest
{\displaystyle \mathbf {A} ={\frac {\mathbf {B} \times \mathbf {r} }{2}}.}
Używając tożsamości upraszczającej dla rotacji iloczynu wektorowego pól wektorowych, możemy to sprawdzić otrzymując
{\displaystyle \nabla \times \mathbf {A} =\nabla \times \left({\frac {\mathbf {B} \times \mathbf {r} }{2}}\right)={\frac {1}{2}}[(\nabla \cdot \mathbf {r} )+\mathbf {r} \cdot \nabla ]\mathbf {B} -{\frac {1}{2}}[(\nabla \cdot \mathbf {B} )+\mathbf {B} \cdot \nabla ]\mathbf {r} ={\frac {3}{2}}\mathbf {B} +0-0-{\frac {\mathbf {B} }{2}}=\mathbf {B} ,}
gdzie dużo składników znika ponieważ wektor {\displaystyle \mathbf {B} } jest stały.

## Skalarny potencjał magnetyczny
Skalarny potencjał magnetyczny {\displaystyle \mathbf {\psi } } jest prostszy od potencjału wektorowego, jednak można go używać jedynie w obszarach jednospójnych, w których nie występują prądy. Definiuje go równanie
{\displaystyle \mathbf {B} =-\mu _{0}\nabla \mathbf {\psi } .}
Korzystając z prawa Ampera, dostajemy
{\displaystyle \mathbf {j} ={\frac {1}{\mu _{0}}}\nabla \times \mathbf {B} =-\nabla \times \nabla \mathbf {\psi } =0.}
Aby spełnione było prawo Gaussa, musi być spełnione równanie różniczkowe Laplace’a
{\displaystyle \triangle \mathbf {\psi } =0.}